# فيض البطمة
فيض البطمة تعتبر إحدى بلديات ولاية الجلفة، تقع بالجنوب الشرقي لولاية الجلفة تحدها شمالا بلدية المليليحة وجنوبا بلدية عمورة وسلمانة، وشرقا بلدية عين الريش (ولاية المسيلة)، وغربا بلديتا مجبارة ومسعد، يبلغ تعدادها السكاني حوالي 43431 نسمة، حسب إحصاء 2008، تبلغ مساحتها 36800 هكتار، تعتمد في الجانب الاقتصادي على الفلاحة والزراعة وتربية الماشية مثل رعي الأغنام والماعز والإبل، وكذلك الصناعة التقليدية مثل القشابية.

## جغرافيا
تقع في السفوح الغربية لجبل بوكحيل الأشم، الذي احتضن طلائع الثورة التحريرية منذ أواخر سنة 1957م.

## تاريخ

### تاريخ تأسيس البلدية
كانت عبارة عن فرع بلدي، بعد الاستقلال شرع في تأسيس الحالة المدنية بها، كانت تابعة إقليميا لبلدية: مسعد دائرة الجلفة ولاية: التيطري.
أصبحت بلدية ابتداءً من التقسيم الإداري لسنة:1971م، وفي سنة: 1984م انبثقت عنها ثلاث بلديات هي: عمورة، قطارة وأم العظام.
في سنة 1990م وفي إطار التقسيم الإداري الجديد، أصبحت بلدية لمقر الدائرة تضم ثلاث بلديات هي: فيض البطمة وعمورة وأم العظام.